# گفتگوکردن شهوانی زنان
گفتگوکردنِ شهوانیِ زنان (به انگلیسی: Women Talking Dirty) فیلمی محصول سال ۱۹۹۹ و به کارگردانی کوکی گیدرویچ است. در این فیلم بازیگرانی همچون هلنا بونهام کارتر، جینا مک‌کی، جیمز نسبیت، جیمز پیورفوی، آیلین اتکینز، ریچارد ویلسون، کنت کرانام و فردی هایمور ایفای نقش کرده‌اند.